# Aquari (recipient)
|  | Aquàrium redirigeix aquí. Potser buscàveu l'Aquàrium de Barcelona. |

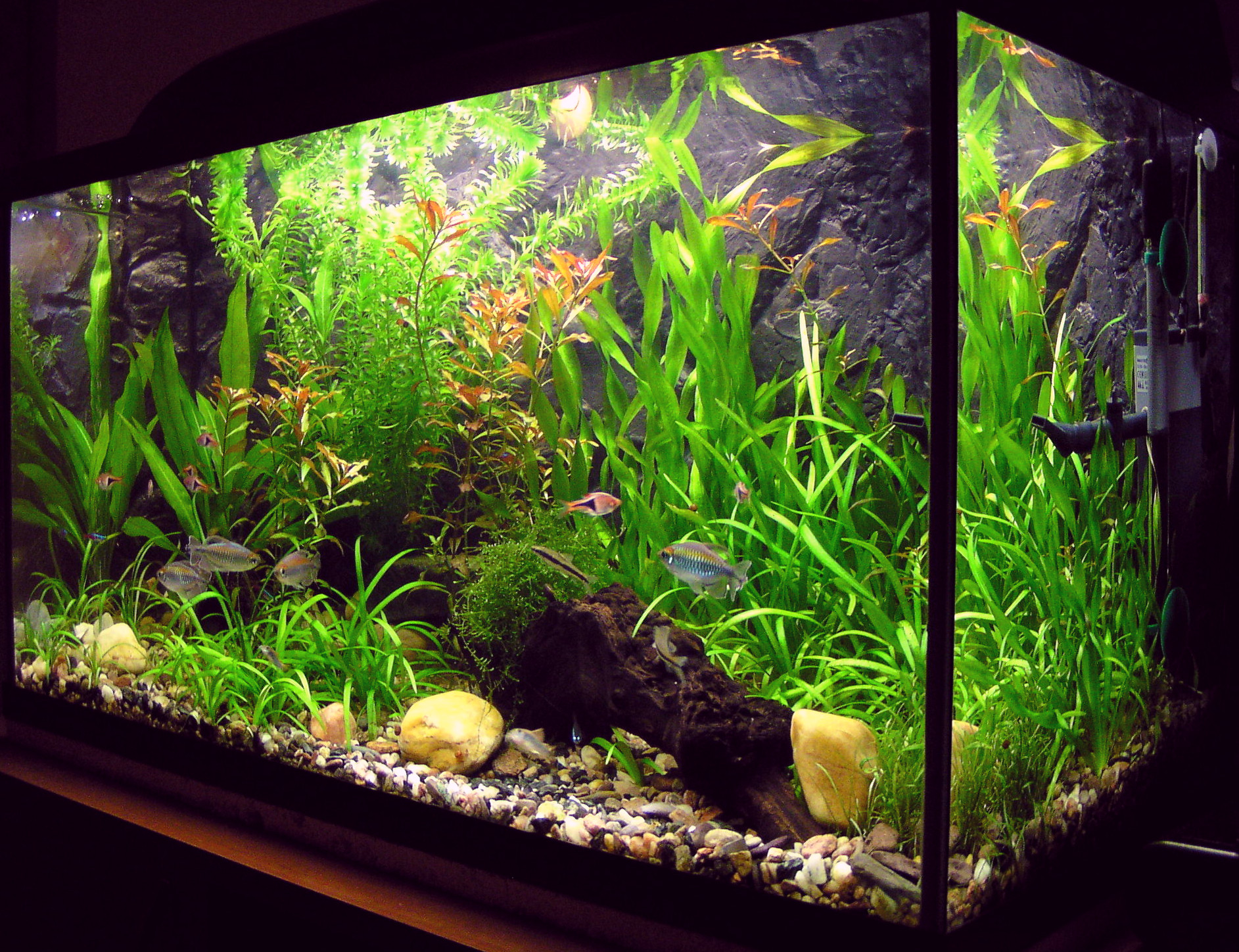
Aquari domèstic amb peixos i plantes

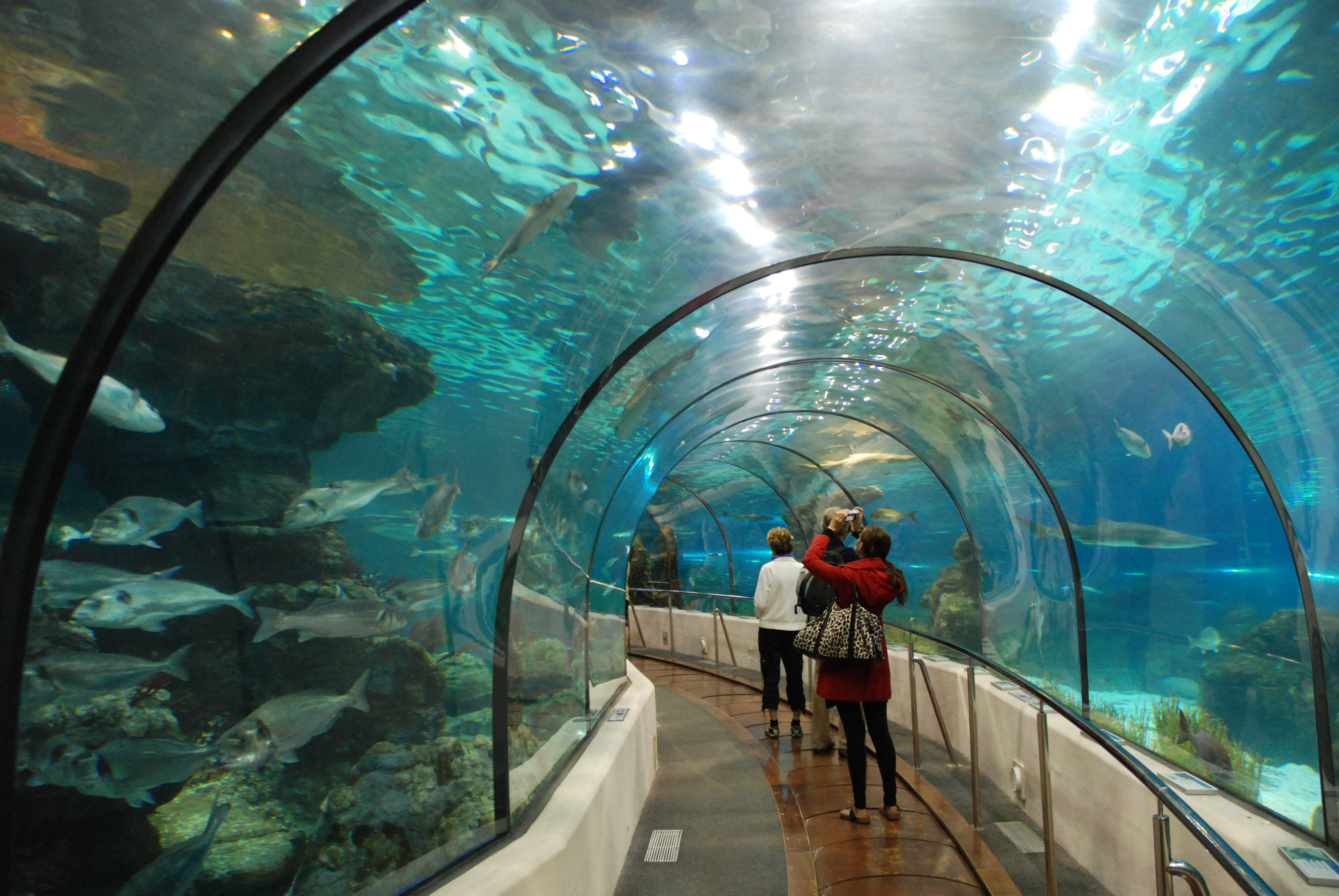
Túnel de l'Aquàrium de Barcelona.

Un aquari o aquàrium és un tipus de vivàrium utilitzat per a mantenir en captivitat o fer criar espècies aquàtiques. Permet l'observació amb diferents finalitats, tant relacionades amb el lleure, com amb investigacions científiques.
La paraula és un derivatiu cult d'aigua, del llatí aquarium, que significa dipòsit, abeurador, aquari.
Normalment un aquari està fet de vidre o plàstic d'elevada resistència com el metacrilat. Per altra banda, un aquàrium es diferencia d'una peixera, per exemple la típica de bola de cristall oberta amb un forat circular, en què el primer implica un major control de les condicions ambientals respecte a la segona, on pràcticament només poden viure-hi espècies molt robustes.
Per extensió, també s'anomena aquàrium a aquelles instal·lacions preparades per a mantenir en funcionament diversos aquaris. És el cas del de la Ciutat de les Arts i les Ciències de València, actualment el més gran d'Europa.
Amb el terme d'aquariofília es coneix a l'afecció de mantenir aquaris i els seus organismes. Relacionada amb ella, l'aquariologia és el camp del coneixement dedicat a estudiar-ne científicament els problemes associats.

## Ecologia
L'ecologia d'un aquari ideal intenta reproduir l'equilibri que es troba en la natura en un sistema tancat. De totes maneres, és pràcticament impossible poder mantenir-hi un equilibri perfecte com el del medi original. Per exemple, fins i tot en els aquaris més grans, és gairebé impossible establir-hi un equilibri estable entre preses i depredadors. Per això, qui té cura de l'aquari cal que assumeixi els passos necessaris per a mantenir-hi un ecosistema tancat estable.
Arribar a aquest equilibri aproximat és més fàcil com major sigui el volum de l'aquari. Per a qualsevol esdeveniment que allunyi l'aquari de l'equilibri, com més aigua hi hagi, més fàcilment aquest xoc sistèmic s'absorbirà. Aquest és el motiu pel qual els afeccionats a l'aquariofília recomanen recipients com més grans millor, atès què, essent potencialment més estables, requereixen una menor atenció.

### El cicle del nitrogen

Cicle del nitrogen a l'aquari

Cicle del nitrogen a l'aquari

Una de les majors preocupacions de l'aquoriòfil és la gestió del rebuig produït pels habitants de l'aquari. Els peixos, els invertebrats, els fongs i alguns bacteris excreten el nitrogen en forma d'amoníac (que depenent de la química de l'aquari, es transforma en amoni), el qual llavors cal que passi pel cicle del nitrogen. L'amoníac també es produeix en la descomposició de les restes animals o vegetals, incloent-hi les matèries fecals i altres detritus. Els productes de rebuig del nitrogen esdevenen tòxics per als peixos i altres habitants de l'aquari a altes concentracions.
Un aquàrium en equilibri conté organismes que poden metabolitzar els productes de rebuig d'altres residents. El rebuig de nitrogen que es produeix, és metabolitzat per un tipus de bacteris coneguts com a nitrificants (gènere Nitrosomonas). Els bacteris nitrificants capturen l'amoníac de l'aigua i el metabolitzen per a produir-ne nitrit. El nitrit també és tòxic per als peixos en altes concentracions. Un altre tipus de bacteris, el gènere Nitrospira, converteix el nitrit en nitrat, una substància menys tòxica per als habitants de l'aquari. Abans es creia que els bacteris Nitrobacter tenien aquest paper, i encara es poden trobar productes comercials que s'hi basen per a accelerar el cicle del nitrogen. Malgrat que biològicament podrien teòricament ocupar el mateix nínxol que Nitrospira, s'ha comprovat recentment que Nitrobacter no es troben en nivells detectables en els aquaris ben establerts, en canvi, sí que són abundants Nitrospira.
A més dels bacteris, les plantes aquàtiques també eliminen el rebuig de nitrogen metabolitzant l'amoníac i el nitrat. Quan les plantes metabolitzen els compostos de nitrogen, eliminen el nitrogen de l'aigua per a fer-ne biomassa. No obstant això, aquest només té un efecte temporal, perquè el tornen a l'aigua quan, per exemple, les fulles es moren i es descomponen.
Si bé els afeccionats acostumen a anomenar al procés cicle del nitrogen, la veritat és que es tracta només d'una part de tot el cicle sencer: cal afegir nitrogen al sistema (normalment a través del menjar que es dona als animals), i el nitrat s'acumula a l'aigua al final, o bé s'incorpora a la biomassa de les plantes. L'acumulació de nitrats fa necessari que es renovi l'aigua, o que es treguin les plantes que han crescut en excés a partir d'ells.
Els aquaris domèstics sovint no tenen les poblacions de bacteris necessàries per a desintoxicar el rebuig de nitrogen dels seus habitants. El problema habitualment es tracta per aproximacions de filtració: filtres de carbó actiu que absorbeixen els compostos de nitrogen i les toxines de l'aigua, o filtres biològics que proporcionen un medi especialment dissenyat per a la colonització de bacteris desnitrificants. Els nous recipients sovint tenen problemes associats amb el cicle de nitrogen pel nombre insuficient de bacteris beneficiosos. Per això, cal que els nous aquaris madurin abans d'introduir-hi els peixos. Pot fer-se amb un cicle sense peixos o un silenciós. En un cicle sense peixos, aquests no s'hi introdueixen, en comptes s'hi afegeix petites quantitats d'amoníac per a alimentar els bacteris que hi ha de créixer. Durant el procés, es controlen els nivells d'amoníac, nitrits i nitrats. En un cicle silenciós, s'hi introdueixen plantes de creixement ràpid, confiant que aquestes consumiran gran part del nitrogen i que hi haurà temps que s'hi desenvolupin els bacteris.
Les majors poblacions de bacteris del tanc es troben en el filtre. Per això, és necessària una filtració eficient. Si es neteja el filtre massa vigorosament, pot arribar a pertorbar-se l'equilibri biològic de l'aquari.

### Altres cicles de nutrients
El nitrogen no és l'únic nutrient que cicla en l'aquari. L'oxigen dissolt hi entra a través de la interfície entre l'aire i la superfície de l'aigua. El cicle del fosfat és també important, malgrat que sovint s'ignori. El sofre, el ferro i altres micronutrients també ciclen en el sistema, entrant-hi com a part de l'aliment i sortint-ne com a part del rebuig. Una gestió adequada del cicle del nitrogen, juntament amb una aportació adequada de menjar i una càrrega biològica raonable, normalment és suficient per a mantenir aquests altres cicles de nutrients en equilibri.

### La càrrega biològica
La càrrega biològica és una mesura de la càrrega que suporta l'ecosistema de l'aquari a causa dels seus habitants vius. Una gran càrrega implica que el sistema s'allunyarà més fàcilment de l'equilibri. Hi ha diferents restriccions associades a la mida del recipient; per exemple, l'àrea de la superfície de l'aigua exposada a l'aire és una limitació respecte a la presa d'oxigen. També la capacitat dels bacteris nitrificants es veu limitada per l'espai que poden colonitzar.
En conclusió, només un nombre limitat de plantes i animals poden conviure en un mateix aquari, tenint espai suficient per a moure's i garantir-ne un bon sistema.
Per a evitar-ne la sobrecàrrega, els afeccionats han creat diferents tècniques mnemotècniques. La més popular és la de «1 cm per litre d'aigua», amb la que es considera que el volum de capacitat de l'aquari no ha de ser inferior a la suma de la llargada dels peixos que hi han de viure.
Amb espècies com el carpí daurat, que excreten abundantment, sovint es recomana que es dobli el volum per centímetre de peix.
De totes maneres, cal no oblidar altres paràmetres com el comportament dels peixos, llur activitat i mútua compatibilitat. És el cas de peixos agressius i territorials com els cíclids, on serà necessari un volum superior per als peixos que visquin a l'aquàrium.
La càrrega biològica és doncs difícil de calcular teòricament. A la pràctica, els experts fan servir regles com l'anteriorment esmentada, i proves d'assaig i error per a poder-ne treure unes conclusions pròpies.